# Mâcot-la-Plagne
Mâcot-la-Plagne è un comune francese soppresso e frazione del dipartimento della Savoia della regione dell'Alvernia-Rodano-Alpi. Dal 1º gennaio 2016 si è fuso con i comuni di Bellentre, La Côte-d'Aime, e Valezan per formare il nuovo comune di La Plagne-Tarentaise.
Nei suoi pressi è sita la Piste de La Plagne, sede delle gare di bob e slittino ai giochi olimpici di Albertville 1992.

## Società

### Evoluzione demografica
Abitanti censiti